# واقعیت کوانتومی
واقعیت کوانتومی (به انگلیسی: Quantum Reality) یک کتاب علمی عامه‌فهم است که در سال ۱۹۸۵ توسط فیزیک‌دانی به نام نیک هربرت برای کشف پیامدهای فلسفی نظریه کوانتومی، منتشر شد. این کتاب می‌کوشد بدون استفاده از مفاهیم ریاضی پیشرفته و دشوار، به هستی‌شناسی اجسام کوانتومی، ویژگی‌ها و تعامل آنها بپردازد. هربرت در این کتاب، در مورد رایج ترین تفسیرهای مکانیک کوانتومی و پیامدهای آنها شامل مزایا و اشکالات هر یک، به صحبت می‌پردازد.

## خلاصه کتاب

### پیش‌زمینه
پس از ارائه خلاصه‌ای از برخی از آزمایش‌های ویران کننده در تاریخ فیزیک کلاسیک (مانند فاجعه ماوراء بنفش) که باعث ایجاد انگیزه برای توسعه نظریه‌ای جدید مانند نظریه کوانتومی شدند، هربرت چهار فرمول اصلی را برای نظریه کوانتومی ارائه می‌کند که عبارت‌اند از: مکانیک ماتریسی ورنر هایزنبرگ، مکانیک موجی اروین شرودینگر، نظریه تحول پل دیراک و فرمول فرمول‌بندی انتگرال مسیر ریچارد فاینمن.: 41–53 